# Neuenburgersee

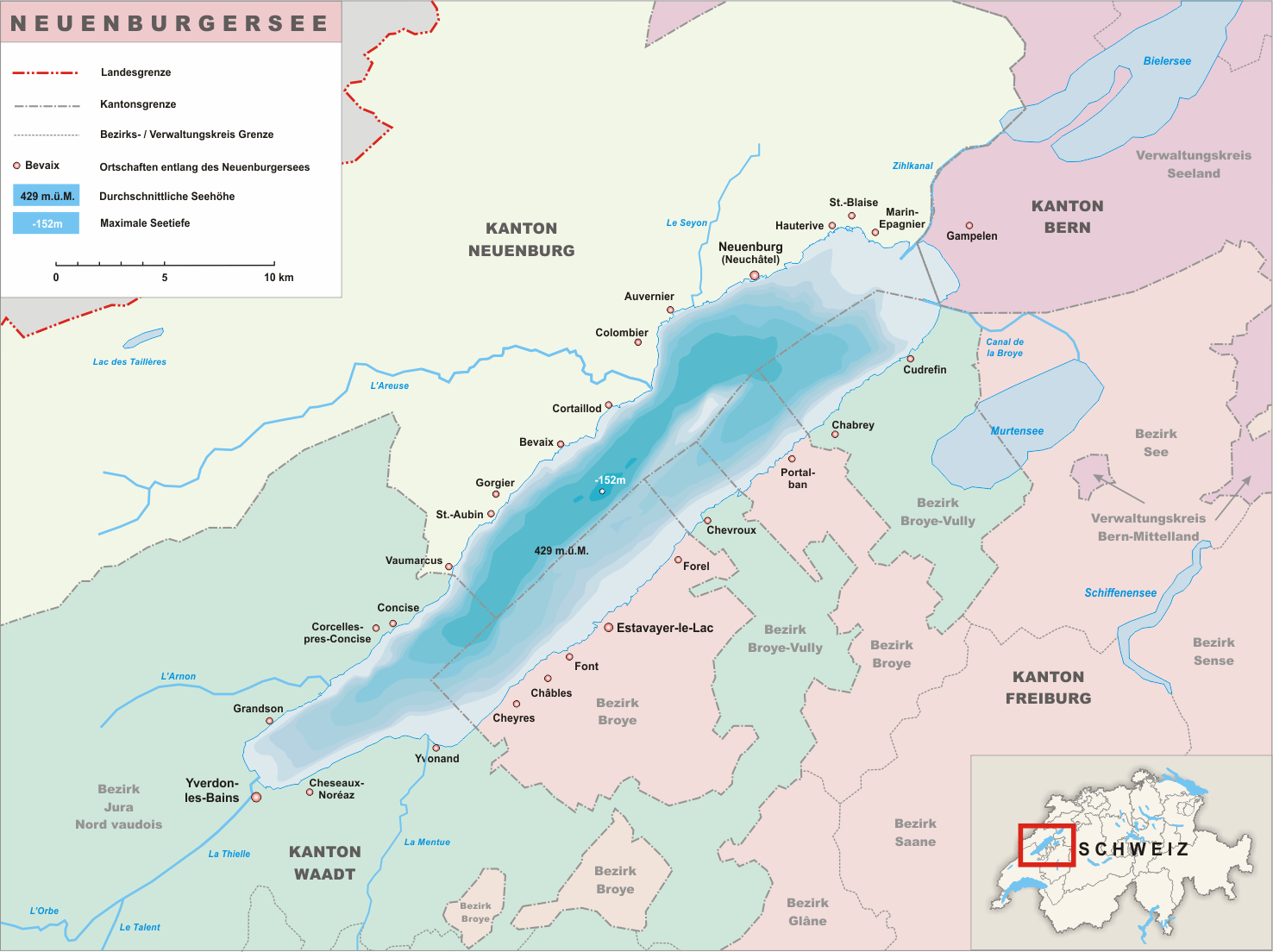
Karte des Neuenburgersees

Der Neuenburgersee, französisch Lac de Neuchâtel, ist mit einer Fläche von 217,9 km² der grösste See, der vollständig in der Schweiz liegt. Er liegt in den Schweizer Kantonen Neuenburg, Freiburg, Waadt und Bern.

## Geografie
Die Hauptzuflüsse sind die Areuse, die Zihl (Thielle) und der Broyekanal (Canal de la Broye) aus dem Murtensee (Lac de Morat). Der Abfluss Zihlkanal/(Canal de la Thielle) mündet in den Bielersee (Lac de Bienne). Zusammen mit dem Murtensee dient der See als Ausgleichsbecken für die in den Bielersee mündende Aare. Wenn der Bielersee aufgestaut wird, fliessen der Broyekanal und der Zihlkanal deshalb rückwärts.
Der Neuenburgersee mit einer Fläche von 217,9 km² ist 38,3 km lang und maximal 8,2 km breit, sein Wasserinhalt beträgt rund 14 km³ und die maximale Tiefe 152 m. Das Einzugsgebiet ist 2670 km² gross. Der Wasserstand lag im langjährigen Mittel (seit 1983) mit 429,28 m ü. M. nur 2 cm unter dem des Murtensees (429,3 m ü. M.) und 3 cm über dem des Bielersees (429,25 m ü. M.). Vor der Juragewässerkorrektion war der Seespiegel ca. 2,5 m höher und der See 23,7 km² grösser.
An seinem nördlichen Ufer liegt die namengebende Stadt Neuchâtel (Neuenburg), am westlichen Ende liegen die Städtchen Yverdon-les-Bains und Grandson. Am Südufer liegen der mittelalterliche Ort Estavayer-le-Lac sowie die Sumpf- und Röhrichtlandschaft Grande Cariçaie, am Nordostufer das Naturschutzgebiet Fanel. Rund um den See wird überwiegend Französisch gesprochen. Nur am dünn besiedelten Ostende (Grosses Moos) liegen, mit Zentren abseits des Sees, die deutschsprachigen Orte Gampelen und Ins.
In Seemitte finden sich vier Dreikantonsecken , weitere zwei bei der Mündung des Broyekanals .
Auf dem Grund des Sees wurden 2015 kreisrunde Krater, sog. Pockmarks, von bis zu 160 m Durchmesser und 30 m Tiefe entdeckt, die vermutlich durch Wasser, das in dem verkarsteten Gebiet aus unterirdischen Wasserläufen aufsteigt, entstanden sind.

## Zuflüsse
- Zuflüsse des Neuenburgersees

## Fauna
Seit 2018 breitet sich die invasive Quagga-Muschel massiv aus.

## Fischerei
Gefangen werden vor allem Barsch und Felchen-Arten. Um den Fischbestand im Neuenburgersee zu erhalten, werden seit Jahrzehnten Besatzmassnahmen durchgeführt. Zudem erhält die Fischerei finanzielle Unterstützung.

## Schifffahrt
Als erstes Dampfschiff befuhr 1826 die «Union» den Neuenburgersee; über die Zihl verkehrte es auch auf dem Bielersee. Die «Union» fiel allerdings schon in der Nacht vom 26. zum 27. Juni 1827 einer Feuersbrunst zum Opfer.
Nachdem es eine Zeit lang mehrere konkurrierende Gesellschaften gegeben hatte, wurde 1872 die Société de navigation sur les lacs de Neuchâtel et Morat (LNM) gegründet, die noch heute zusammen mit der Bielersee-Schifffahrts-Gesellschaft auf den drei Seen die öffentliche Schifffahrt betreibt.

### Schiffländen
Schiffländen der Personenschifffahrt, von Süden nach Norden:
| Name                         | Ufer           | Lage                                        | Kt. | ⊙                                          | Bild | Anmerkungen       |
| ---------------------------- | -------------- | ------------------------------------------- | --- | ------------------------------------------ | ---- | ----------------- |
| Yverdon-les-Bains (bateau)   |                | Yverdon-les-Bains: in der angrenzenden Zihl | VD  | !506.6407125546.7871675 46.787167 6.640712 | BW   |                   |
| Grandson (bateau)            | Nordwest       | Grandson                                    | VD  | !506.6429455546.8060175 46.806017 6.642945 | BW   |                   |
| Concise (bateau)             | Nordwest       | Concise                                     | VD  | !506.7198975546.8479475 46.847947 6.719897 | BW   |                   |
| Estavayer-le-Lac (bateau)    | Südost         | Estavayer-le-Lac                            | FR  | !506.8383245546.8522085 46.852208 6.838324 | 2012 |                   |
| Vaumarcus débarcadère        | Nordwest       | Vaumarcus                                   | NE  | !506.7611105546.8775795 46.877579 6.76111  | BW   |                   |
| St-Aubin NE (bateau)         | Nordwest       | Saint-Aubin                                 | NE  | !506.7750175546.8899065 46.889906 6.775017 | 2019 |                   |
| Chevroux                     | Südost         | Chevroux                                    | VD  | !506.8967555546.8997465 46.899746 6.896755 | BW   |                   |
| Gorgier-Chez-le-Bart         | Nordwest       | Chez-le-Bart                                | NE  | !506.7874975546.9000915 46.900091 6.787497 | BW   |                   |
| Bevaix (bateau)              | Nordwest       | Bevaix                                      | NE  | !506.8219485546.9230895 46.923089 6.821948 | BW   |                   |
| Portalban                    | Südost         | Portalban                                   | FR  | !506.9528515546.9265405 46.92654 6.952851  | BW   |                   |
| Cortaillod (bateau)          | Nordwest       | Cortaillod                                  | NE  | !506.8541055546.9389745 46.938974 6.854105 | BW   |                   |
| Cudrefin                     | Sudost         | Cudrefin                                    | VD  | !507.0140575546.9593205 46.95932 7.014057  | BW   |                   |
| Auvernier (bateau)           | Nordwest       | Auvernier                                   | NE  | !506.8816305546.9738885 46.973888 6.88163  | BW   |                   |
| La Sauge (bateau)            | Südost (Kanal) | Cudrefin, im angrenzenden Broyekanal        | VD  | !507.0540605546.9757475 46.975747 7.05406  | BW   |                   |
| Neuchâtel-Serrières (bateau) | Nordwest       | Neuenburg: Serrières                        | NE  | !506.9038505546.9802995 46.980299 6.90385  | BW   | keine Kursschiffe |
| Neuchâtel (bateau)           | Nordwest       | Neuenburg                                   | NE  | !506.9333355546.9910355 46.991035 6.933335 | 2015 |                   |
| La Tène                      |                | Marin-Epagnier, im angrenzenden Zihlkanal   | NE  | !507.0230875547.0048825 47.004882 7.023087 | BW   |                   |
| Hauterive NE débarcadère     | Nordwest       | Hauterive                                   | NE  | !506.9704715547.0057855 47.005785 6.970471 | 2011 |                   |
| St-Blaise (bateau)           | Nordwest       | Saint-Blaise                                | NE  | !506.9829715547.0101465 47.010146 6.982971 | BW   |                   |

## Tourismus
Touristisch attraktiv ist die Region des Neuenburgersees insbesondere wegen der Weinberge am Jura-Südfuss. Angepflanzt werden Gutedel und Spätburgunder, und der Œil de Perdrix, ein Roséwein, entsteht hier. Wanderwege und Radwanderwege führen durch die Weinberge und die kleinen Winzerdörfer oder direkt am Seeufer entlang.
Der Neuenburgersee ist reich an Resten prähistorischer Pfahlbauten. Diese wurden ca. 1850 entdeckt und sind heute Teil des  UNESCO-Weltkulturerbes Prähistorische Pfahlbauten um die Alpen.
Sehenswürdigkeiten (Auswahl):
- Menhir-Alignement von Clendy (bei Yverdon-les-Bains)
- Pfahlbauerdorf (Gletterens)
- Naturschutzgebiet «La Sauge» (bei Cudrefin)
- Centre Dürrenmatt (oberhalb Neuenburgs, erbaut von Mario Botta)
- Musée de l’Areuse (in Boudry)
- Laténium bei Hauterive[6]
- Fröschemuseum in Estavayer-le-Lac[7]

Auch Wassersport wie Windsurfen und Kitesurfen ist touristisch relevant für den Neuenburgersee, da die Bise, ein Wind in der Schweiz aus nordöstlichen und östlichen Richtungen, am See verstärkt auftritt.

## Bilder

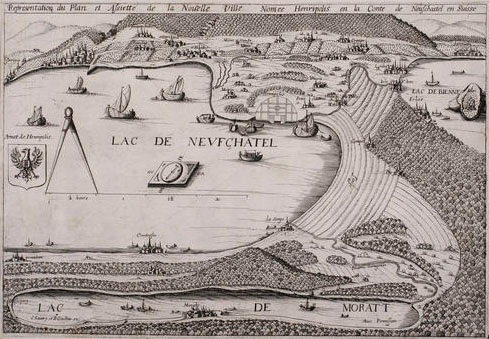
Karte des Neuenburgersees von 1626 mit eingezeichneter Stadt Henripolis
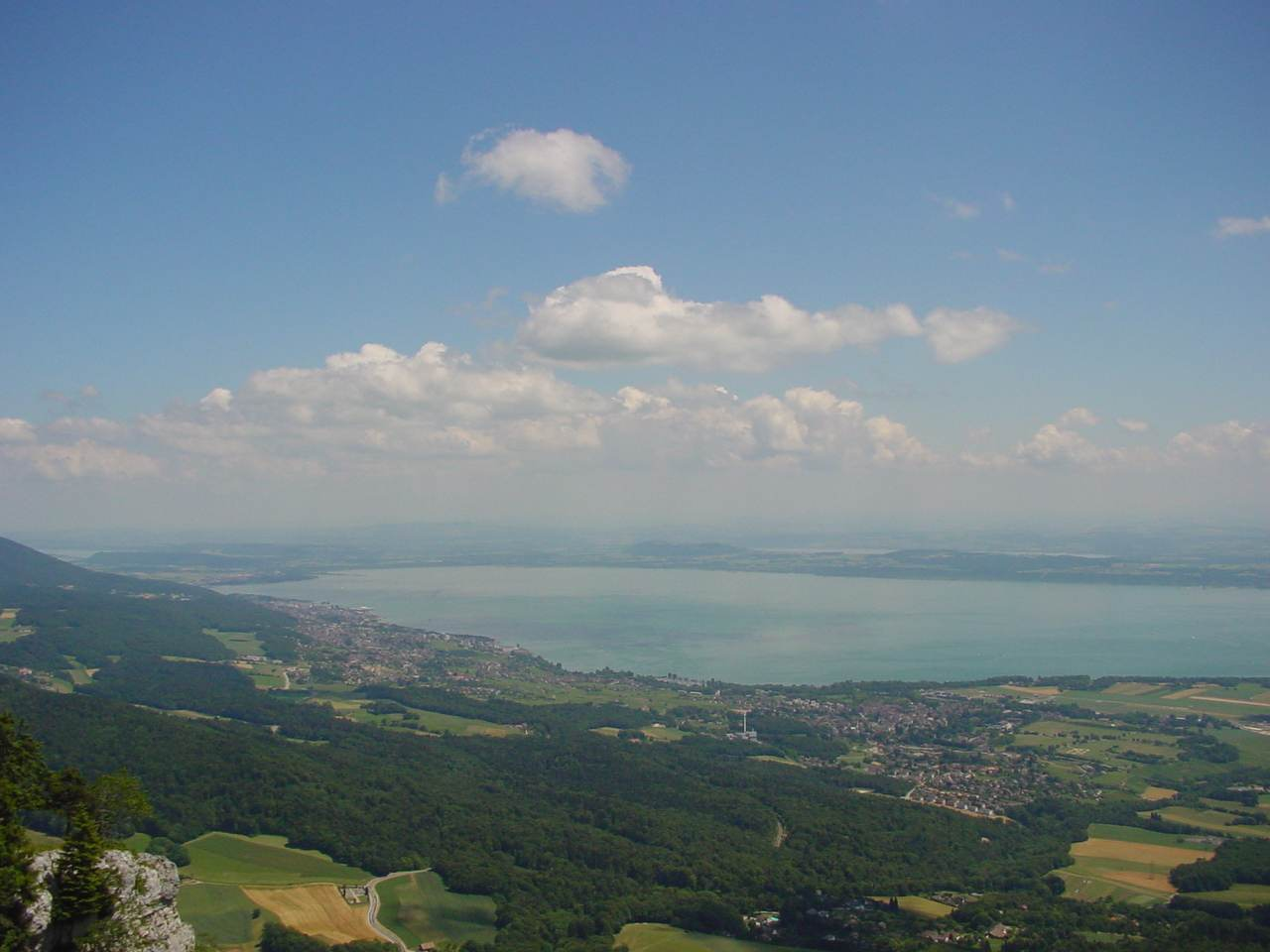
Neuenburgersee (Lac de Neuchâtel)
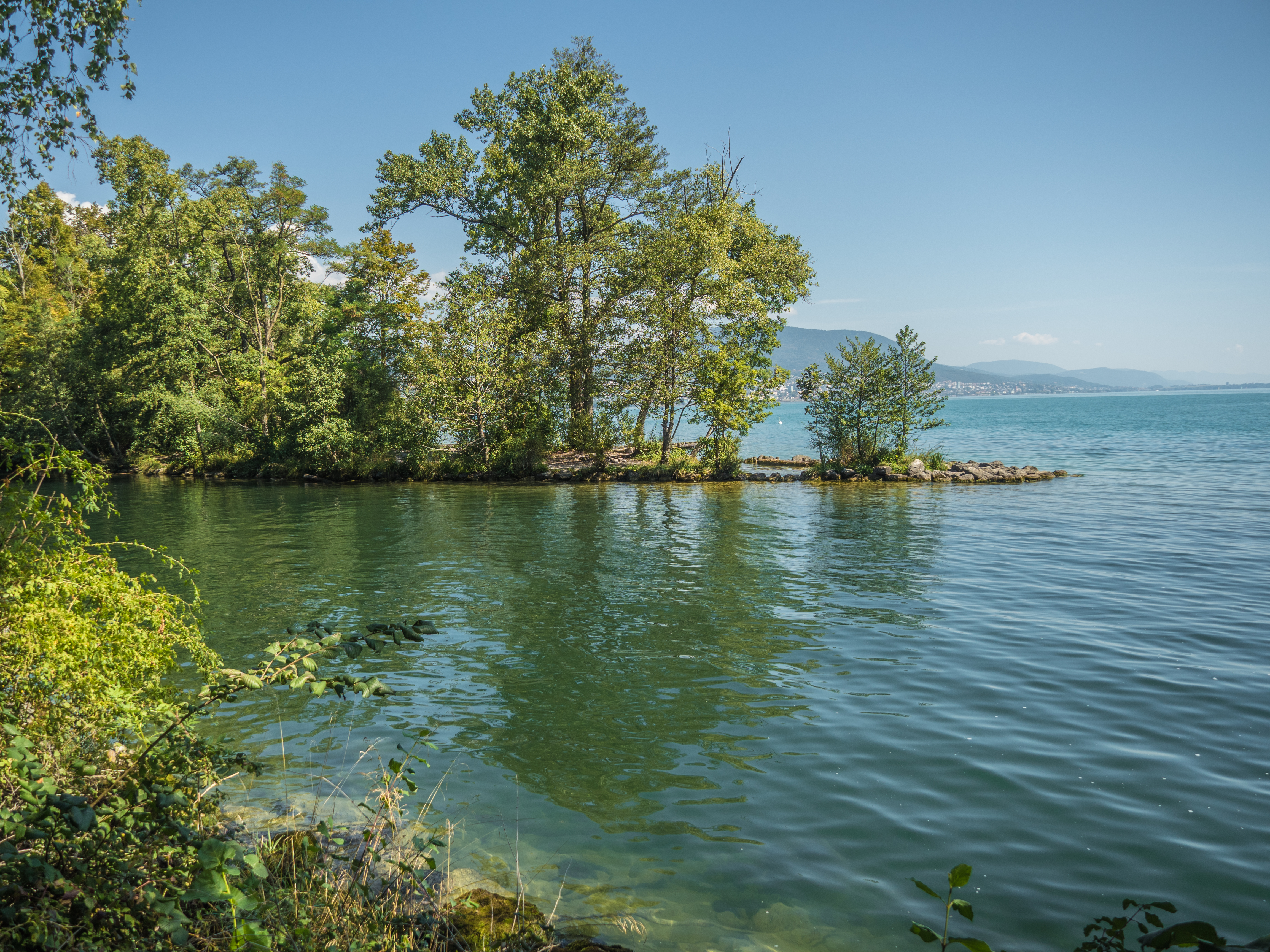
Mündung der Areuse
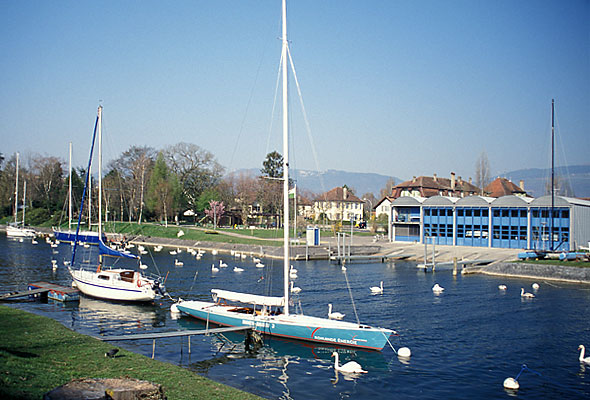
Mündung der Zihl (La Thielle)
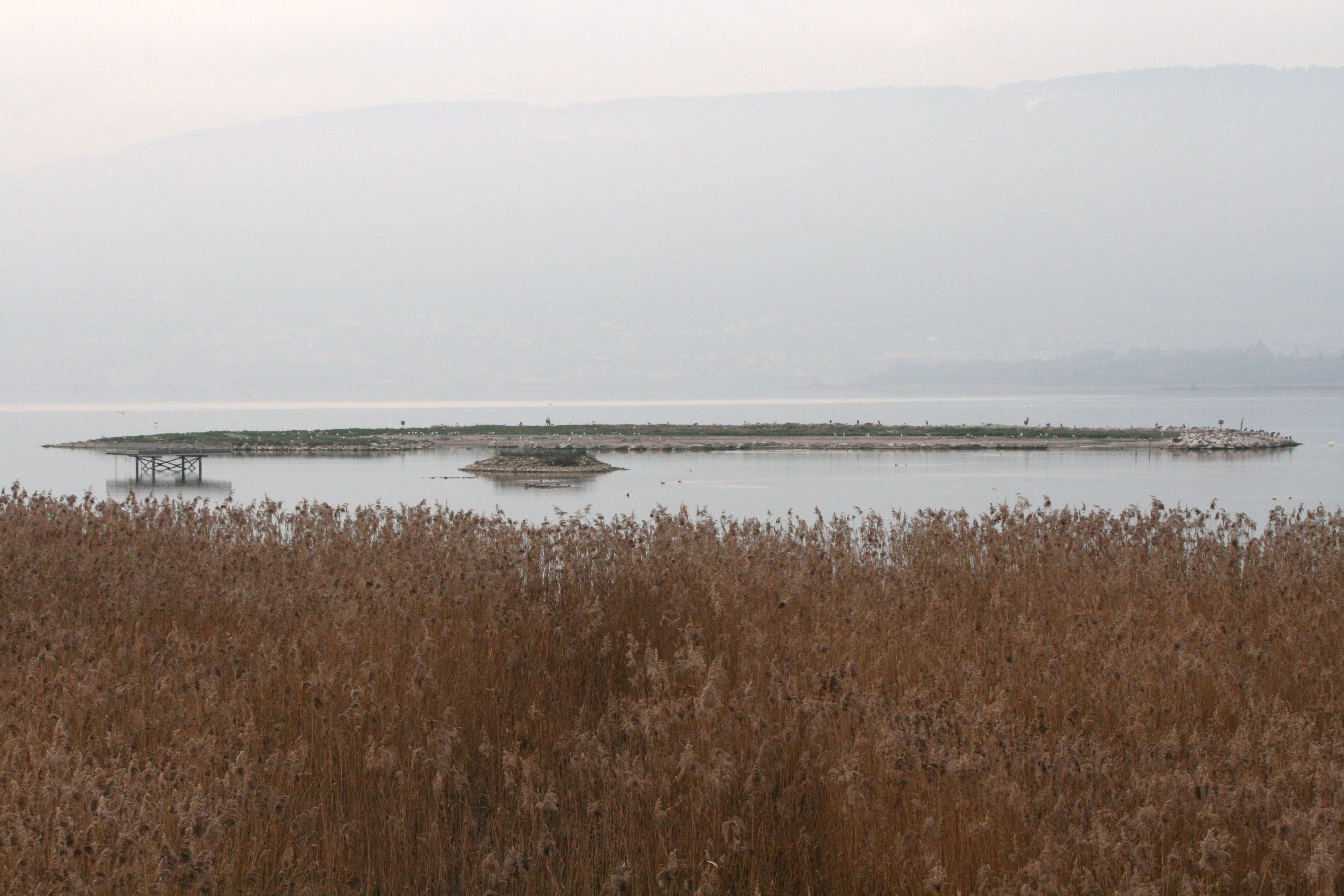
Fanel-Inseln